# 祕宜
秘宜（？—？），五胡十六国西秦乞伏归时尚书右仆射，南安郡（今甘肃省陇西县）人。
秘宜为南安当地豪族，386年率羌、胡五万余人攻打乞伏国仁，乞伏国仁带领五千兵众迎击，大败秘宜。秘宜逃回了南安。不久秘宜与莫侯悌眷率领他们的三万多户部众投降了乞伏国仁，乞伏国仁给秘宜授官东秦州刺史，给莫侯悌眷授官梁州刺史。388年，河南王乞伏乾归设置文武百官，任命东秦州刺史秘宜为右长史。乞伏乾归称秦王，395年，任命右长史秘宜为右仆射，设置的文武百官都按魏武帝和晋文帝时的旧例。